# Pachylophus rohdendorfi
Pachylophus rohdendorfi är en tvåvingeart som beskrevs av Nartshuk 1962. Pachylophus rohdendorfi ingår i släktet Pachylophus och familjen fritflugor. Inga underarter finns listade i Catalogue of Life.